# Selección femenina de fútbol de Cuba
La selección de femenina de fútbol de Cuba es el equipo formado por jugadoras de nacionalidad cubana que representan a la Asociación de Fútbol de Cuba en las competiciones oficiales organizadas por la Federación Internacional de Fútbol Asociación (FIFA).

## Estadísticas

### Copa Mundial Femenina de Fútbol
| Edición | Resultado               | Posición                | PJ                      | PG                      | PE                      | PP                      | GF                      | GC                      |
| ------- | ----------------------- | ----------------------- | ----------------------- | ----------------------- | ----------------------- | ----------------------- | ----------------------- | ----------------------- |
| 1991    | No existía la selección | No existía la selección | No existía la selección | No existía la selección | No existía la selección | No existía la selección | No existía la selección | No existía la selección |
| 1995    | No existía la selección | No existía la selección | No existía la selección | No existía la selección | No existía la selección | No existía la selección | No existía la selección | No existía la selección |
| 1999    | No existía la selección | No existía la selección | No existía la selección | No existía la selección | No existía la selección | No existía la selección | No existía la selección | No existía la selección |
| 2003    | No existía la selección | No existía la selección | No existía la selección | No existía la selección | No existía la selección | No existía la selección | No existía la selección | No existía la selección |
| 2007    | No existía la selección | No existía la selección | No existía la selección | No existía la selección | No existía la selección | No existía la selección | No existía la selección | No existía la selección |
| 2011    | No clasificó            | No clasificó            | No clasificó            | No clasificó            | No clasificó            | No clasificó            | No clasificó            | No clasificó            |
| 2015    | No participó            | No participó            | No participó            | No participó            | No participó            | No participó            | No participó            | No participó            |
| 2019    | No clasificó            | No clasificó            | No clasificó            | No clasificó            | No clasificó            | No clasificó            | No clasificó            | No clasificó            |
| 2023    | No clasificó            | No clasificó            | No clasificó            | No clasificó            | No clasificó            | No clasificó            | No clasificó            | No clasificó            |
| 2027    | Por disputarse          | Por disputarse          | Por disputarse          | Por disputarse          | Por disputarse          | Por disputarse          | Por disputarse          | Por disputarse          |
| Total   | 0/9                     | -                       | -                       | -                       | -                       | -                       | -                       | -                       |

### Campeonato Femenino de la Concacaf
| Edición | Resultado               | Posición                | PJ                      | PG                      | PE                      | PP                      | GF                      | GC                      |
| ------- | ----------------------- | ----------------------- | ----------------------- | ----------------------- | ----------------------- | ----------------------- | ----------------------- | ----------------------- |
| 1991    | No existía la selección | No existía la selección | No existía la selección | No existía la selección | No existía la selección | No existía la selección | No existía la selección | No existía la selección |
| 1993    | No existía la selección | No existía la selección | No existía la selección | No existía la selección | No existía la selección | No existía la selección | No existía la selección | No existía la selección |
| 1994    | No existía la selección | No existía la selección | No existía la selección | No existía la selección | No existía la selección | No existía la selección | No existía la selección | No existía la selección |
| 1998    | No existía la selección | No existía la selección | No existía la selección | No existía la selección | No existía la selección | No existía la selección | No existía la selección | No existía la selección |
| 2000    | No existía la selección | No existía la selección | No existía la selección | No existía la selección | No existía la selección | No existía la selección | No existía la selección | No existía la selección |
| 2002    | No existía la selección | No existía la selección | No existía la selección | No existía la selección | No existía la selección | No existía la selección | No existía la selección | No existía la selección |
| 2006    | No existía la selección | No existía la selección | No existía la selección | No existía la selección | No existía la selección | No existía la selección | No existía la selección | No existía la selección |
| 2010    | No clasificó            | No clasificó            | No clasificó            | No clasificó            | No clasificó            | No clasificó            | No clasificó            | No clasificó            |
| 2014    | No participó            | No participó            | No participó            | No participó            | No participó            | No participó            | No participó            | No participó            |
| 2018    | Fase de grupos          | 8.º                     | 3                       | 0                       | 0                       | 3                       | 0                       | 29                      |
| 2022    | No clasificó            | No clasificó            | No clasificó            | No clasificó            | No clasificó            | No clasificó            | No clasificó            | No clasificó            |
| Total   | 1/11                    | 12.º                    | 3                       | 0                       | 0                       | 3                       | 0                       | 29                      |

### Copa Oro Femenina de la Concacaf
| Edición | Resultado    | Posición     | PJ           | PG           | PE           | PP           | GF           | GC           |
| ------- | ------------ | ------------ | ------------ | ------------ | ------------ | ------------ | ------------ | ------------ |
| 2024    | No clasificó | No clasificó | No clasificó | No clasificó | No clasificó | No clasificó | No clasificó | No clasificó |
| Total   | 0/1          | -            | -            | -            | -            | -            | -            | -            |

## Últimos partidos y próximos encuentros
Actualizado al último partido jugado el 5 de abril de 2025
| Fecha      | Ciudad             | Local       | Resultado | Visitante   | Competición                  |
| ---------- | ------------------ | ----------- | --------- | ----------- | ---------------------------- |
| 22-09-2023 | Gros Islet         | Santa Lucía | 1:2       | Cuba        | Clas. Copa Oro Femenina 2024 |
| 27-10-2023 | Sainte-Anne        | Guadalupe   | 0:2       | Cuba        | Clas. Copa Oro Femenina 2024 |
| 31-10-2023 | Santiago de Cuba   | Cuba        | 3:0       | Guadalupe   | Clas. Copa Oro Femenina 2024 |
| 05-12-2023 | Santiago de Cuba   | Cuba        | 4:1       | Santa Lucía | Clas. Copa Oro Femenina 2024 |
| 06-04-2024 | Diriamba           | Nicaragua   | 0:0       | Cuba        | Partido amistoso             |
| 09-04-2024 | Managua            | Nicaragua   | 3:0       | Cuba        | Partido amistoso             |
| 15-08-2024 | La Habana          | Cuba        | 2:0       | Belice      | Partido amistoso             |
| 18-08-2024 | Sancti Spíritus    | Cuba        | 1:0       | Belice      | Partido amistoso             |
| 05-04-2025 | Villa del Salvador | Perú        | 2:3       | Cuba        | Partido amistoso             |
| 08-04-2025 | Lima               | Perú        | -:-       | Cuba        | Partido amistoso             |